# هالینا تیریک
هالینا تیریک (انگلیسی: Halina Tyryk؛ زادهٔ ۳۰ مارس ۱۹۸۰) ژیمناست، و ژیمناست هنری اهل اوکراین است.